# Svátek Nanebevstoupení Páně
Slavnost Nanebevstoupení Páně je pohyblivý křesťanský svátek slavený čtyřicet dní po Velikonocích, kterým se připomíná novozákonní nanebevstoupení Ježíše Krista, kdy se dle líčení Skutků apoštolů Ježíš před zraky apoštolů na Olivové hoře vznesl do nebe. Navazuje na něj svátek seslání Ducha svatého (Letnice) o deset dní později. V pravoslaví je svátek součástí cyklu dvanácti velkých svátků.
Čtyřicet dní se počítá od slavnosti Zmrtvýchvstání Páně (včetně), Nanebevstoupení Páně proto připadá na čtvrtek, v západokřesťanském kalendáři mezi 30. dubnem a 3. červnem, v závislosti na datu Velikonoc. Avšak v některých oblastech se slaví až následující neděli (na kterou jinak připadá 7. neděle velikonoční). Svátkem jako takovým začíná svatodušní novéna, devítidenní období (myšleno 9 ,plných dní‘) před Letnicemi.
Víra křesťanů v Ježíšovo nanebevstoupení je dosvědčena již raně křesťanskými texty, např. u Polykarpa ze Smyrny, Justina a Ireneje z Lyonu. Tuto nauku obsahují též dvě nejvýznamnější vyznání víry, totiž Apoštolské vyznání a Nicejsko-konstantinopolské vyznání. Liturgie tohoto dne se zaměřuje především na skutečnost, že Ježíšovi je podle křesťanské víry jeho návratem k Otci dána veškerá moc na nebi i na zemi.
V některých zemích s křesťanskou tradicí (Rakousko, Německo, Španělsko aj.) je Nanebevstoupení Páně státním svátkem a dnem pracovního klidu.